# ヒポエステス属
ヒポエステス属Hypoestesはキツネノマゴ科の属の一つ。マダガスカル・アフリカ南部と中東に約40種類が分布する。和名はシタイショウ属。ラテン語の属名はhypo（下）とestes（家）の合成語で、苞が萼を下から覆っていることによる。

## ヒポエステス（観葉植物）
鉢物の観葉植物として売られているヒポエステスは、マダガスカル原産のH. phyllostachyaの改良種である。寒さに弱い常緑の多年草であるが、実生で簡単に増やせるので、園芸上は一年草として扱われている。
露地に植えても草丈は60cmくらい。葉は紡錘形の単葉で対生する。葉に白または淡紅色の小さな水玉が多数ある。

## 栽培
4月下旬から5月中旬に、タネをまいて増やす。タネが細かいので、浅い鉢に蒔き、水は上からかけずに受け皿から給水させるようにする。比較的丈夫な植物だが、強い光線には弱いので、夏は半日陰においておくと良い。

## 主な種
- Hypoestes phyllostachya (シノニムH. sanguinolenta)

単に「ヒポエステス」という場合は本種が多い。別名サンギノレンタ、ソバカスソウ。マダガスカル原産の多年草である。しかし、寒さに弱いので、日本では通常は一年草として扱う。葉に赤や白の細かい斑が入って美しく、観葉植物として栽培される。繁殖は実生、挿し木。